# Astrance
Astrantia
Genre
Les astrances (Astrantia en Latin) est un genre de plantes à fleurs de la famille des Apiaceae. Ce sont des plantes vivaces à feuilles palmatilobées, aux inflorescences en ombelles simples, entourées de grandes bractées. Elles sont originaire d'Eurasie.
Le genre Astrantia ne comprend que 4 espèces en Europe tempérée et méridionale. En France, deux espèces de distribution plutôt montagnarde sont décrites.

## Description et origine
Elle pousse dans les alpages.
Plutôt discrète en rose pastel ou en blanc, cette plante vivace emblématique des jardins de curé agrémente un bouquet lorsque ses jolies fleurs en forme d’étoiles se parent de rouge grenat. À partir de la fin mai, on peut en observer sur les falaises du Parmelan (dans les Alpes et plus précisément dans le massif des Bornes, dans le Sud-Ouest de la Haute-Savoie, au nord-est d'Annecy). Le Conservatoire botanique national de Franche-Comté l’a aussi repérée à Grande-Rivière Château (Jura) ou à Bannans (Doubs).
La tige n’excède pas 50 centimètres. La fleur résiste aux premières gelées, « se fait discret, plus champêtre que sophistiqué avec ses teintes de rose pastel ou de blanc ».

## Espèces

### Flore de France
- Astrantia major L. - grande astrance
- Astrantia minor L. - petite astrance

### Autres espèces
- Astrantia bavarica
- Astrantia carniolica
- Astrantia maxima Pallas - astrance à feuilles d'hellébore